# Филипп Эриа
Фили́пп Эриа́ (фр. Philippe Hériat; настоящее имя Раймо́н Жера́р Пейе́ль, фр. Raymond Gérard Payelle; 15 сентября 1898, Париж — 10 октября 1971, там же) — французский прозаик, драматург и актёр.

## Биография
Эриа родился 15 сентября 1898 в Париже. Сын М. Пайеля, президента Счётной палаты Франции. Праправнук Зюльмы Карро, ближайшей подруги Оноре де Бальзака.
Эриа воевал во время Первой мировой войны, по возвращении к мирной жизни снимался в кино, затем обратился к литературе. Уже за первый роман, «Невинный» (1931), получил престижную Премию Ренодо.
Умер Эриа 10 октября 1971 в Париже. Похоронен на кладбище Пер-Лашез.

## Литературные награды
- 1931 — Премия Ренодо за роман «Невинный»
- 1939 — Гонкуровская премия за роман «Испорченные дети»
- 1947 — Большая премия Французской академии за роман «Семья Буссардель»

## Избранная фильмография
- «Эльдорадо» (1921) — Жоао
- «Чудо волков» (1924) — Тристан л’Эрмит
- «Наполеон» (1927) — Антонио Саличетти
- «Наполеон на острове Святой Елены» (1929) — генерал Бертран
- «Волшебная жизнь Жанны Д'Арк, дочери Лотарингии» (1929) — Жиль де Рэ
- «Наполеон Бонапарт» (1935) — Саличетти
- «Лукреция Борджиа» (1935) — Филиппо, скульптор-любовник
- «Бонапарт и революция» (1971) — Саличетти